# Epalpus alternus
Epalpus alternus là một loài ruồi trong họ Tachinidae.